# Josef Anton Schobinger
Josef Anton Schobinger, talvolta riportato come Joseph Anton Schobinger (Lucerna, 30 gennaio 1849 – Berna, 27 novembre 1911), è stato un politico e architetto svizzero, membro del Consiglio federale dal 17 giugno 1908 al 27 novembre 1911, giorno della sua morte.

## Biografia
Figlio di Josef Heinrich, amministratore ospedaliero, e di Barbara Gloggner, Josef Anton Schobinger nacque a Lucerna nel 1849. Dopo aver completato gli studi di architettura al Politecnico federale di Zurigo, nel 1874 entrò nel Consiglio di Stato del Canton Lucerna, e vi rimase fino al 1908, ricoprendo principalmente il ruolo di capo del Dipartimento delle costruzioni. Fu un acceso sostenitore delle ferrovie, e promosse, tra le altre, la linea Langnau-Lucerna e la Seetalbahn.
Esponente del Partito Cattolico Conservatore, nel 1888 entrò in Consiglio nazionale, la camera bassa del Parlamento svizzero, e tra il 1904 e il 1905 fu Presidente di detta camera.
Il 17 giugno 1908, a seguito delle dimissioni di Josef Zemp, Schobinger fu eletto al Consiglio federale al primo scrutinio, ottenendo 141 voti su 188. Nel corso del suo mandato da Consigliere federale, fu a capo dei dipartimenti di giustizia e polizia, di commercio, industria e agricoltura, di finanze e dogane, e infine del Dipartimento dell'interno. Morì in carica il 27 novembre 1911, e fu sostituito dal ticinese Giuseppe Motta.